# Хайнс, Брендан
Бре́ндан Хайнс (англ. Brendan P. Hines; 28 декабря 1976, Балтимор, Мэриленд, США) — американский актёр и музыкант.

## Биография
Брендан Хайнс родился в Балтиморе, штат Мэриленд. Сейчас живёт в Лос-Анджелесе.

## Личная жизнь
С 2022 года женат на актрисе Татьяне Маслани.

## Карьера

### Как актёр
Карьера его как актёра началась в 2001 году. В период 2001—2009 годах Брендан снимается в нескольких телевизионных сериалах, однако в основном это роли второго плана. Также в это время Брендан пробует свои силы и в более крупных проектах. Наиболее значимыми его ролями являются: роль Энди Гуда в сериале «Терминатор: Битва за будущее» и роль Тайлера Форда в сериале «Посредник». Наиболее известен ролью в популярном американском сериале «Обмани меня», где сыграл Илая Локера.

### Как музыкант
Помимо актёрской деятельности, Брендан Хайнс является основателем и лидером музыкальной группы The Brendan Hines & Co, Inc, автором и исполнителем песен. Группа базируется в Лос-Анджелесе. Основными темами лирики являются виски, причуды, женщины и остроумие.
Музыку можно охарактеризовать как лёгкую и мелодичную, тексты наполнены аллегориями, но в то же время расслабляют и поднимают настроение. Лирику Брендана можно легко узнать по своеобразному юмору и колкости содержания, которое, тем не менее, наполнено мудростью и смыслом.
В начале 2008 года был выпущен альбом Good For You Know Who, включающий в себя 10 композиций. В сентябре 2012 года был выпущен второй альбом Small Mistakes, состоящий из 6 композиций.

## Фильмография
| Год       |     | Русское название                           | Оригинальное название                   | Роль              |
| --------- | --- | ------------------------------------------ | --------------------------------------- | ----------------- |
| 1998      | кор |                                            | The Delivery                            | Ник               |
| 2001      | ф   | Обыкновенный грешник                       | Ordinary Sinner                         | Питер             |
| 2002      | ф   |                                            | True Dreams                             | Sketchy Dan       |
| 2004      | с   | Ангел                                      | Angel                                   | Илай              |
| 2005      | с   | Лав Инкорпорейшн                           | Love, Inc.                              | доктор Уэст       |
| 2006      | кор |                                            | Just                                    | Эдди              |
| 2006      | тф  | Если ты жил здесь, то сейчас ты дома       | If You Lived Here, You'd Be Home Now    | Скотт             |
| 2006      | с   | Без следа                                  | Without a Trace                         | Джейсон Барнс     |
| 2007      | ф   | Собачья любовь                             | Heavy Petting                           | Чарли             |
| 2007      | тф  |                                            | The Untitled Rob Roy Thomas Project     | конгрессмен Уилер |
| 2008      | с   | Терминатор: Битва за будущее               | Terminator: The Sarah Connor Chronicles | Энди Гуд          |
| 2008      | с   | Посредник                                  | The Middleman                           | Тайлер Форд       |
| 2008      | тф  | Секретный публичный журнал Майка Бирбиглия | Mike Birbiglia's Secret Public Journal  | Джереми           |
| 2009—2011 | с   | Обмани меня                                | Lie to Me                               | Илай Локер        |
| 2009      | ф   | Мечты сбываются                            | Deep in the Valley                      | Карл              |
| 2011      | с   | Касл                                       | Castle                                  | Алекс Конрад      |
| 2011      | с   | Следствие по телу                          | Body of Proof                           | Марк Фрестон      |
| 2012      | с   | Скандал                                    | Scandal                                 | Гидеон Уоллес     |
| 2012      | с   | Тайные связи                               | Covert Affairs                          | Уэйд Мур          |
| 2012      | с   | Доктор мафии                               | The Mob Doctor                          | отец Дойл         |
| 2013      | кор |                                            | Bitter Orange                           | Джек              |
| 2013      | тф  | Убийство на Манхэттене                     | Murder in Manhattan                     | Барт Саттон       |
| 2013      | с   | Красавица и чудовище                       | Beauty and the Beast                    | Дэвид             |
| 2013      | с   | Измена                                     | Betrayal                                | Эйдан             |
| 2014      | с   | Форс-мажоры                                | Suits                                   | Логан Сандерс     |
| 2014      | с   | Скорпион                                   | Scorpion                                | Дрю Бэкер         |
| 2015      | ф   | Ни за что, Хосе                            | No Way Jose                             | доктор Стив       |
| 2016      | с   | Тайны и ложь                               | Secrets and Lies                        | детектив Ральстон |
| 2017—2018 | с   | Тик                                        | The Tick                                | Суперейн          |
| 2019      | тф  | Наша рождественская песня о любви          | Our Christmas Love Song                 | Чейз              |
| 2021      | с   | Лок и ключ                                 | Locke & Key                             | Джош Беннетт      |